# Lawless Love
Lawless Love è un film muto del 1918 diretto da Robert Thornby e interpretato da Jewel Carmen. La sceneggiatura si basa su Above the Law di Max Brand, pseudonimo con cui si era firmato Frederick Schiller Faust. La storia originale era apparsa pubblicata su All Story Weekly del 31 agosto 1918.

## Trama
Attori di rivista, LaBelle Geraldine e il suo partner Freddie Montgomery, dopo che la compagnia si è sciolta, sono rimasti senza un soldo, bloccati in Arizona. Vedendo che sul bandito Black Jim pende una taglia di duemila dollari, Geraldine spinge Freddie a fingersi il ricercato che lei consegnerà alle autorità, ricevendo la ricompensa per la sua cattura. Il vero Black Jim assale la diligenza e Geraldine, credendo che quello sia il suo complice, tira fuori audacemente la pistola. Il bandito la ferisce al polso e poi se ne va con lei, portandola nel suo rifugio. Anche Freddie viene catturato. I banditi offendono Geraldine ma Freddie non cerca neanche di difenderla. Black Jim, invece, suscita pian piano l'ammirazione della donna che si innamora di lui. Così, quando le capita l'occasione di poter fuggire, Geraldine sceglie di restare e, anzi, avvisa il bandito che i suoi complici stanno complottando contro di lui per ucciderlo. I due sostengono l'assalto della banda di fuorilegge e, insieme, riescono a fuggire cavalcando verso la salvezza.

## Produzione
Gli esterni del film, prodotto dalla Fox Film Corporation, vennero girate in parte a Huntington Lake.

## Distribuzione
Il copyright del film, richiesto da William Fox, fu registrato il 25 agosto 1918 con il numero LP12809.
Distribuito dalla Fox Film Corporation, il film uscì nelle sale cinematografiche statunitensi il 23 agosto 1918.